# Cacia evittata
Cacia evittata là một loài bọ cánh cứng trong họ Cerambycidae.